# 971 Alsatia
971 Alsatia è un asteroide della fascia principale del diametro medio di circa 63,75 km. Scoperto nel 1921, presenta un'orbita caratterizzata da un semiasse maggiore pari a 2,6402978 UA e da un'eccentricità di 0,1619664, inclinata di 13,77114° rispetto all'eclittica.
Il suo nome fa riferimento all'Alsazia, una regione della Francia orientale.